# Dreaming of You
Albums de Selena
Amor prohibido
(1994)
Singles
1. I could fall in love (en)
Sortie : 26 juin 1995
2. Tú, sólo tú (en)
Sortie : 26 juin 1995
3. Dreaming of you (en)
Sortie : 14 août 1995
4. Techno cumbia (en)
Sortie : 14 août 1995
5. El toro relajo (en)
Sortie : 1er novembre 1995
6. I'm getting used to you (en)
Sortie : 2 mars 1996

Dreaming of you est le cinquième et dernier album studio de la chanteuse américaine Selena. Sorti à titre posthume le 18 juillet 1995 par EMI Latin et EMI Records, il a été un succès commercial et critique immédiat, débutant en tête du Billboard 200 des États-Unis — le premier album majoritairement en langue espagnole à le faire. Il s'est vendu à 175 000 exemplaires le premier jour de sa sortie aux États-Unis — un record pour une chanteuse à l'époque. Avec des ventes de 331 000 unités en première semaine, il est devenu la deuxième meilleure vente en première semaine pour une musicienne depuis que Nielsen Soundscan a commencé à surveiller les ventes d'albums en 1991. Le magazine Billboard a déclaré qu'il s'agissait d'un événement historique, tandis que Time a déclaré que l'enregistrement avait permis à la musique de Selena d'atteindre un public plus large. Il a remporté le prix de l'album de l'année aux Tejano Music Awards 1996 et celui de l'album pop féminin de l'année à la troisième édition annuelle des prix Billboard de musique latine.
Après avoir signé un contrat d'enregistrement avec EMI Latin en 1989, le label a refusé à Selena un crossover demandé après qu'elle a fait trois enregistrements de démonstration. Après l'annonce de sa nomination aux Grammy Awards pour Selena Live! (1993), Selena a signé avec SBK Records pour commencer à enregistrer son album crossover, ce qui a fait la une du magazine Billboard. En mars 1994, elle sort Amor prohibido ; dans des interviews, elle déclare que son album en anglais est toujours en cours de développement. Les sessions d'enregistrement de Dreaming of you commencent en décembre 1994 ; Selena enregistre quatre titres prévus pour l'album. Le 31 mars 1995, elle est abattue par Yolanda Saldívar, l'ancienne gérante de ses boutiques Selena Etc. à la suite d'un différend concernant des accusations de détournement de fonds.
L'album contient des titres déjà sortis, ainsi que des inédits en anglais et en espagnol, enregistrés entre 1992 et 1995. Les morceaux sont un mélange de pop américaine et de musique latine, avec la première moitié de l'album contenant des ballades R&B et pop en anglais, tandis que la seconde moitié présente le répertoire de Selena sur le thème de la musique latine, ce qui en fait son seul album à contenir également des chansons en anglais, au lieu des chansons en latin uniquement. Six titres de l'album sont sortis en tant que singles. Les quatre premiers, I could fall in love (en), Tú, sólo tú (en), Techno cumbia (en), et Dreaming of you (en), se sont classés dans le top 10 des charts américains. La chanson titre est devenue le single du Billboard Hot 100 le mieux classé de la carrière de Selena, atteignant le numéro 22.
Dreaming of you figure parmi les dix meilleures ventes de début de carrière pour un musicien, les meilleures ventes de début de carrière pour une femme et l'album le plus rapidement vendu aux États-Unis en 1995. Il a depuis été classé parmi les meilleurs et les plus importants enregistrements produits pendant l'ère du rock and roll. Les médias ont depuis classé l'enregistrement parmi les meilleures sorties posthumes. Lorsque l'album a atteint la première place, la musique tejano est entrée sur le marché grand public. Les critiques musicaux ont déclaré que la population générale des États-Unis n'aurait pas connu la musique tejano ou latine sans cet album. La Recording Industry Association of America (RIAA) a certifié le disque 59× platine (domaine latin), pour des ventes de 3,549 millions d'unités équivalentes à un album aux États-Unis. L'album a finalement été certifié or par Music Canada et par l'Asociación Mexicana de Productores de Fonogramas y Videogramas (AMPROFON). En janvier 2015 l'album s'étaiut vendu à cinq millions d'exemplaires dans le monde. Avec des ventes de trois millions de copies, il était l'album latin le plus vendu de tous les temps aux États-Unis en 2020.

## Contexte
Dans les années 1960, Abraham Quintanilla, Jr, le père de Selena, est devenu le troisième chanteur de Los Dinos, un groupe composé de Mexicano-américains. Le groupe a commencé sa carrière en jouant de la musique doo-wop en anglais. Les Américains blancs sont offensés par le fait qu'un groupe mexicano-américain chante « leur type de musique ». Après qu'une foule de chicanos ait chassé Los Dinos d'une boîte de nuit pour avoir chanté des chansons en anglais, le groupe a décidé d'interpréter la musique de son héritage. Los Dinos trouve le succès en enregistrant et en interprétant des chansons en espagnol et leur popularité augmente. Quintanilla, Jr. a quitté le groupe dans les années 1970 après avoir donné naissance à son troisième enfant, Selena. Après avoir découvert que cette dernière savait chanter, il a rapidement organisé ses enfants pour former un groupe appelé Selena y Los Dinos. Bien qu'il veuille enregistrer des chansons en anglais, le groupe enregistre des compositions de musique tejano ; un genre hispanophone dominé par les hommes, avec des influences allemandes de polka, de jazz et de musique country, qui était populaire auprès des Mexicains vivant aux États-Unis. Le groupe a souvent été refusé par les salles de concert du Texas en raison de l'âge de ses membres et du fait que Selena était la chanteuse principale.
Rick Trevino, fondateur des Tejano Music Awards, a initialement proposé La Sombra (en) comme première partie de la cérémonie de 1989, après Selena y Los Dinos. Le chanteur du groupe, Frank Sunie, a décliné l'offre, disant à Trevino qu'il « ne fait pas de première partie pour qui que ce soit ». Trevino a alors appelé Quintanilla, Jr. pour lui demander d'ouvrir la cérémonie. Ce dernier a immédiatement accepté l'offre, disant que c'était « le meilleur moment, parce que tout le monde est sobre. Ils sont sobres, ils écoutent l'artiste et la musique ». À l'insu de Quintanilla, Jr et de Selena, le nouveau directeur de Sony Music Latin et José Behar, qui venait de lancer EMI Latin Records, assistaient à la cérémonie de remise des prix et étaient à la recherche de nouveaux artistes latins,. Behar voulait faire signer Selena à Capitol Records, le label d'EMI, tandis que Sony Music Latin offrait à Quintanilla, Jr. deux fois la somme de Capitol. Behar pensait avoir découvert la prochaine Gloria Estefan, mais son supérieur a qualifié Behar d'illogique puisqu'il n'était au Texas que depuis une semaine. Quintanilla, Jr. a choisi l'offre d'EMI Latin en raison du potentiel de crossover, et il voulait que ses enfants soient les premiers musiciens à signer avec la compagnie,.
Avant que Selena ne signe son contrat avec EMI Latin en 1989, Behar et Stephen Finfer lui ont demandé un premier album en anglais,. On lui a demandé de faire trois enregistrements de démonstration pour Charles Koppelman, président d'EMI Records. Après les avoir examinés, Koppelman a refusé une tentative de crossover, estimant que Selena devait d'abord renforcer sa base de fans. Dans une interview de 2007, Behar a parlé de la difficulté d'enregistrer les débuts en anglais de Selena. Il a déclaré qu'EMI « nous avait tous laissé croire qu'elle enregistrerait en anglais, et que cela ne se concrétisait pas pour une raison quelconque ». Behar a déclaré que la maison de disques « n'y croyait pas, ils ne pensaient pas que cela pouvait arriver », et ont continuellement dit à Selena et à son père que « ce n'était pas le bon moment » pour un début en anglais.
Selena a signé un contrat d'enregistrement avec SBK Records, filiale d'EMI, en novembre 1993, après sa nomination aux Grammy Awards pour Selena Live! (1993),. La nouvelle du contrat de la chanteuse a fait la une du magazine Billboard,. Lors d'une rencontre en 1994, Selena a exprimé sa culpabilité à Behar ; Selena avait parlé à des intervieweurs de son prochain album crossover et leur avait dit que l'enregistrement devait sortir bientôt. À l'époque, Selena n'avait pas enregistré une seule chanson pour ses débuts prévus en anglais. Behar a ensuite dit à Koppelman que Selena et son groupe allaient quitter EMI et trouver une maison de disques prête à enregistrer un album en anglais pour Selena. Behar avait menti au président pour forcer le lancement de l'album cross-over ; EMI a cédé et les sessions d'enregistrement ont commencé. Selena a déclaré qu'elle se sentait intimidée par le contrat d'enregistrement parce que la situation était nouvelle pour elle et que seules quelques personnes avaient cru qu'elle aurait du succès sur le marché pop.

## Enregistrement et production
Selon Betty Cortina du magazine People, Dreaming of you a marqué un changement qui a abrogé la commercialisation de la chanteuse en tant que membre de son groupe et a présenté Selena comme une artiste solo américaine de « la manière la plus fondamentale pour elle »,. À partir de 1989, le frère de Selena, A. B. Quintanilla, devient le principal producteur de musique et auteur-compositeur de Selena, et le restera tout au long de sa carrière. Comme il travaillait sur la suite de l'enregistrement de la chanteuse, Amor Prohibido (1994), il n'a pas pu produire l'album crossover. On lui a demandé de rencontrer plusieurs producteurs à New York et de choisir celui qui correspondrait le mieux « au style de Selena ». Dreaming of you est le premier album que la famille de Selena n'a pas produit. Ils avaient décidé de se retirer avant les sessions d'enregistrement et de permettre à des producteurs pop professionnels de travailler avec elle. Selena et son frère se sont rendus à Nashville, dans le Tennessee, et ont rencontré Keith Thomas, qui avait préparé les parties instrumentales de la chanson intitulée I could fall in love mais n'avait pas encore terminé les parties vocales, alors il l'a chantée pour eux. Selena et Quintanilla ont immédiatement aimé la chanson ; ce dernier a dit qu'il voulait que Selena l'inclue dans son album. Les sessions d'enregistrement ont commencé en décembre 1994 à The Bennett House à Franklin au Tennessee ; Selena a dû revenir plus tard lorsque Thomas a pu fournir des voix supplémentaires. Selena et son mari, Chris Pérez, sont arrivés au studio le 24 mars 1995 pour terminer l'enregistrement de la chanson. Dans une interview de 2002, Pérez a déclaré que Thomas a fourni à Selena une cassette de la chanson et a dit qu'elle avait la chanson « en boucle » et qu'elle « a dû l'entendre une centaine de fois ». Il pense que cela a eu un « effet sur elle » parce qu'« elle est allée au studio le lendemain pour faire l'enregistrement et elle a juste cloué des choses à gauche et à droite et [Thomas] l'a laissé faire son truc et je veux dire que c'était une chose incroyable à regarder. »,.

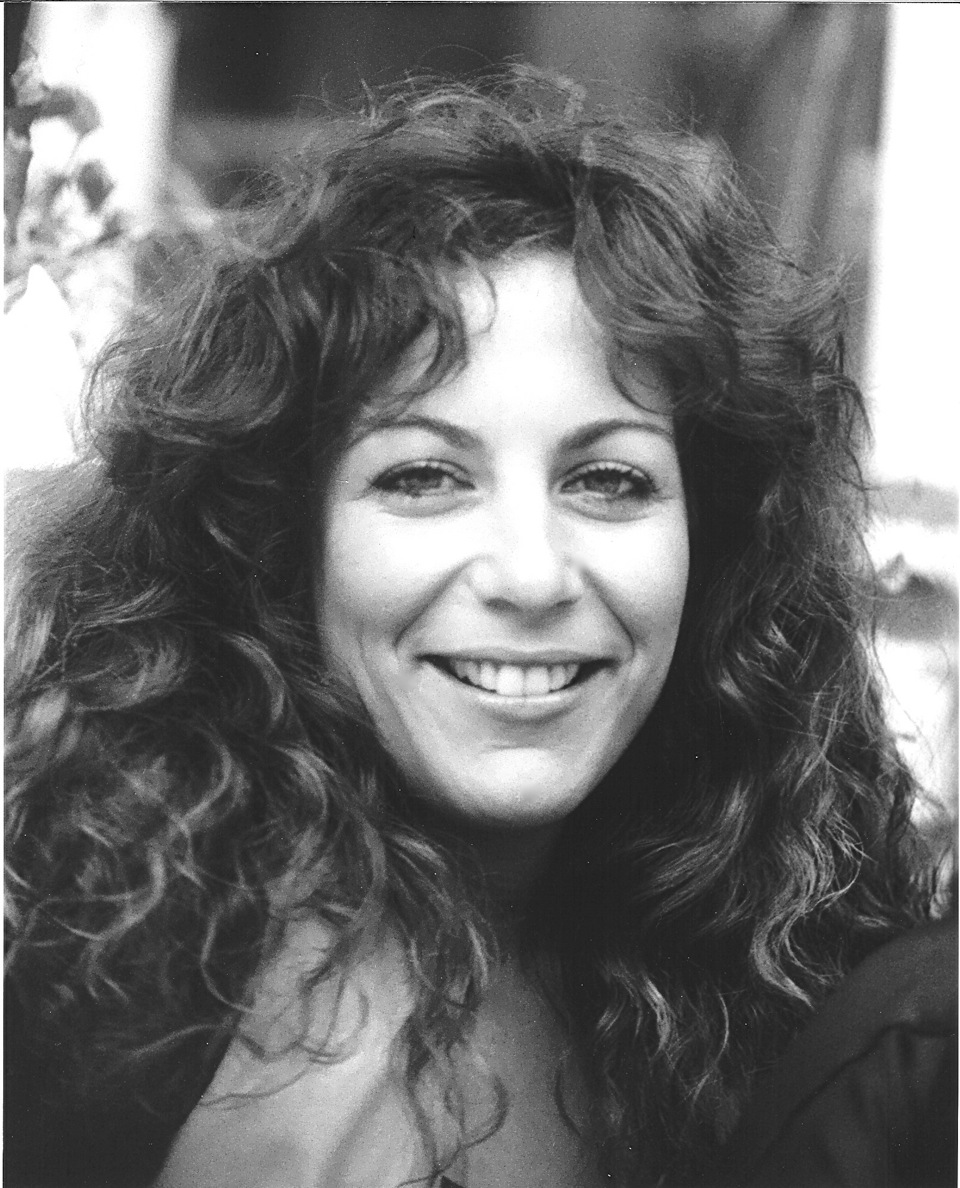
Selena a choisi d'enregistrer Dreaming of you, qui a été écrite par Franne Golde (photo) et Tom Snow, la seule chanson qu'EMI Records a laissé à la chanteuse le soin de choisir.

EMI Records, qui avait plus d'expérience sur le marché de la pop, dirigea le projet et permit à Selena de choisir une chanson qui lui plaisait. Sa sœur et batteuse du groupe, Suzette Quintanilla, a déclaré dans une interview de 1997 que Selena avait soigneusement choisi une chanson qui représentait ce que « Selena était ». Elle a choisi Dreaming of you (en), qui a été écrite par les auteurs-compositeurs américains Franne Golde et Tom Snow en 1989 pour le groupe R&B américain The Jets, qui l'a rejetée. Selon Snow, Golde « n'a jamais abandonné la chanson et a fini par la transmettre à Selena ». Lorsque A. B. Quintanilla a entendu l'enregistrement de démonstration, il a dit à Selena qu'il n'aimait pas le morceau. Selena lui a répondu qu'elle allait l'enregistrer parce qu'elle en appréciait le contenu lyrique et le message. Dans une interview de 2002, Quintanilla a déclaré qu'il avait « davantage jugé » sa première impression de l'enregistrement de démonstration que la chanson elle-même et a cité son medley, son contenu et la structure de la chanson pour avoir changé d'avis.
Selena a commencé à enregistrer Dreaming of you le 5 mars 1995, dans les locaux de Q-Productions (en), le label d'Abraham Quintanilla à Corpus Christi, au Texas. Pendant la session d'enregistrement, Selena souffrait d'une bronchite. Son père lui a demandé de « juste essayer » de chanter la chanson car plusieurs producteurs étaient arrivés de Los Angeles pour la voir enregistrer le morceau. Après la session d'enregistrement, les producteurs ont aimé la gamme vocale de Selena dans la chanson et ont décidé d'utiliser sa première prise. Le producteur américain Guy Roche a produit et arrangé le morceau ainsi que Captive heart (en). Après l'arrangement de Dreaming of you, Selena a voulu que Pérez entende le produit fini. Il n'a pas pu y assister après que le père de Selena a voulu qu'il travaille avec un groupe qu'il était intéressé à gérer. En 2012, Pérez a écrit dans son livre sur sa relation avec Selena qu'il regrettait de ne pas être allé à la session d'enregistrement,.
L'album devait être terminé à temps pour une sortie prévue en septembre ou octobre 1995, et les chansons à réserver pour l'enregistrement et l'inclusion possible pour l'album comprenaient Oh no (I'll never fall in love again) et Are you ready to be loved ?; les bandes de répétition de ces chansons ont été publiées plus tard sur SelenaQRadio en septembre et décembre 2015 respectivement.
Selena a enregistré God's Child (Baila Conmigo), un duo avec David Byrne qui a été inclus dans la bande originale du film comique Brooklyn Boogie (1995). Byrne a déclaré que cette chanson était le dernier enregistrement de Selena avant qu'elle ne soit abattue par Yolanda Saldívar, son amie et ancienne gérante de ses boutiques Selena Etc., le 31 mars 1995. Dans la foulée, EMI Records et EMI Latin ont mis de côté 500 000 dollars américains pour terminer Dreaming of you. Behar a déclaré que la promotion « sera à l'échelle des superstars » et a affirmé que « [nous] n'avons pas mis cette campagne de marketing derrière elle parce qu'il y a eu une tragédie. Nous avons lancé cette campagne de marketing parce que nous étions convaincus que cet album allait être énorme en raison de sa musique. C'est un disque sur lequel nous allons travailler pendant les dix prochains mois ».

## Paroles et musique
Dreaming of you est une œuvre multigenre de pop américaine et de musique latine,. Il intègre les diverses influences stylistiques de la techno, du hip-hop, du pop rock, de la dance-pop, de la musique régionale mexicaine, du tejano, du R&B, du disco et du flamenco. La première moitié de l'album est composée de ballades R&B et pop, tandis que le reste contient des influences à thème latin qui dessinent le profil de la carrière musicale de Selena,. Les journalistes musicaux ont déclaré que les producteurs qui ont travaillé avec Selena ont essayé de la caricaturer avec Paula Abdul, Amy Grant, Céline Dion, Whitney Houston, Mariah Carey et Madonna. Le magazine Newsweek a qualifié les enregistrements en langue anglaise de Selena de « mélange de pop urbaine et de chaleur latine ». Selon Stephen Erlewine d'AllMusic, l'ambiance de l'album est « épicée, festive et exubérante ». Les paroles de I Could fall in love et de Dreaming of you sont identiques ; qualifiées de « ballades confessionnelles », les deux enregistrements parlent de désespoir, de chagrin d'amour et de la peur d'être rejeté par un homme dont les narratrices des chansons tombent amoureuses. Dreaming of you explore également les sentiments de nostalgie et d'espoir,,. Larry Flick, du magazine Billboard, a écrit que les paroles idéalistes ont une « poignance touchante qui ne sera pas perdue sur AC [radio] ».
God's child (Baila conmigo) utilise un rythme décalé, énergique, sombre et mystérieux, et ses paroles suggèrent le subterfuge et la contre-hégémonie. La chanson comporte des éléments de rumba, de flamenco, de rock, de R&B et de musique du Moyen-Orient,. Captive heart a un côté funk des années 1980 ; Achy Obejas du Chicago Tribune a déclaré qu'elle était destinée à une radio contemporaine à succès. Le titre disco house I'm getting used to you, qui fait appel au cha-cha-cha, explore une relation instable. Mario Tarradell du New London Day (en) a déclaré que Captive heart et I'm getting used to you sont à la limite du new jack swing, un sous-genre populaire du R&B créé par Jade et Mary J. Blige. Les producteurs de la bande originale de la comédie dramatique romantique de 1995, Don Juan DeMarco, dans laquelle Selena joue une chanteuse mariachi, ont décidé de ne pas inclure ses enregistrements de Tú sólo tú et El toro relajo. Christopher John Farley du magazine Time a déclaré que les producteurs qui ont exclu les chansons ont regretté cette décision après l'impact de la mort de Selena. Selon Denise Segura et Patricia Zavella, dans leur livre Women and Migration in the U.S.-Mexico Borderlands : A Reader (2007), Tú sólo tú — une reprise de Pedro Infante — et El toro relajo parlent d'un amour non partagé et ont été enregistrés dans un style ranchera. Selena a enregistré Tú sólo tú « con ganas », un aphorisme espagnol qui signifie que l'interprète chante avec une « émotionnalité sans réserve », ce qui est courant chez les chanteurs de ranchera.
EMI Records, qui voulait que le titre Missing my baby de 1992 et le single Techno cumbia de 1994 soient ajoutés à Dreaming of you, a demandé à A. B. Quintanilla de rencontrer le groupe R&B Full Force à Manhattan. Le groupe a remixé les deux chansons, a ajouté des voix à Missing my baby, et a remixé cette dernière dans un style reggae. Abraham Quintanilla décide d'ajouter Como la flor (1992), Amor prohibido (en) (1994) et Bidi bidi bom bom (en) (1994) à Dreaming of you. Il a lancé l'idée de remixer les chansons comme si le groupe les chantait en concert, en changeant un peu leurs rythmes. A. B. Quintanilla a déclaré que les nouvelles versions des morceaux donnaient aux fans « quelque chose de frais » et qu'il trouvait l'idée « chouette ». Como la flor, crédité comme un single de lancement de carrière, exprime le chagrin d'une femme dont l'amant l'a abandonnée pour un autre partenaire alors qu'elle ne souhaite « rien que le meilleur » pour lui,. Amor prohibido est un morceau dance-pop en espagnol aux allures de Roméo et Juliette,. Bidi bidi bom bom, remixé en un morceau reggae, parle du cœur de la narratrice qui palpite chaque fois que son intérêt amoureux passe devant elle. On a demandé aux Barrio Boyzz d'enregistrer une version bilingue de leur duo en espagnol avec Selena sur Donde quiera que estés (en) (1994), intitulée Wherever you are.

## Singles
Davitt Sigerson, le président-directeur général d'EMI Records, craignait qu'I could fall in love ne se vende à plus d'exemplaires que Dreaming of you, il n'a donc pas publié le single en tant que sortie commerciale. Il a été distribué aux stations de radio américaines le 26 juin 1995, en même temps que Tú sólo tú, pour montrer que Selena était passée de l'espagnol à l'anglais. Fred Bronson du magazine Billboard a déclaré que si EMI Latin avait sorti I could call in love en tant que single et qu'il avait débuté dans le top 40 du classement américain Billboard Hot 100, il aurait été le premier single posthume à le faire depuis Pledging my love (en) de Johnny Ace en 1955. I could fall in love a atteint la huitième place du classement Billboard Hot 100 Airplay et la première place du classement Billboard Latin Pop Songs. Tú sólo tú et I could fall in love ont occupé respectivement la première et la deuxième position du classement U.S. Hot Latin Tracks pendant cinq semaines consécutives. Selena est ainsi devenue la première artiste à avoir à la fois une chanson en espagnol et une chanson en anglais dans le top 10 de ce classement. I could fall in love est devenue la cinquième chanson la mieux classée de ce classement en 1995 et est restée la chanson en langue anglaise la mieux classée pendant deux ans, jusqu'à ce que le single My heart will go on de Céline Dion en 1998 la dépasse en atteignant la première place. Tú sólo tú a passé dix semaines consécutives à la première place du classement Hot Latin Tracks, devenant ainsi le single numéro un le plus long de la carrière musicale de Selena. Avec ce dernier et les autres singles qui ont figuré au hit-parade de 1992 à sa mort en 1995, les enregistrements de Selena ont passé 44 semaines à la première place, le record pour un artiste hispanique en 2011.
Le 14 août 1995, Dreaming of you est sorti en tant que premier single de l'album, avec la version remixée et une édition radio de Techno cumbia en tant que titres de la face B. Le single a atteint la 22e place du classement Billboard Hot 100 aux États-Unis et s'est vendu à 25 000 exemplaires au cours de sa première semaine de commercialisation ; en 2010, il s'était vendu à 284 000 unités numériques,. Il a été le single le plus vendu de la carrière de Selena ; en 2003, il était le quatre-vingt-huitième single Hot 100 le plus vendu de tous les temps, selon Billboard et Nielsen SoundScan. Le Los Angeles Times l'a placé à la cinquième place de son top 10 des singles de 1995. Techno cumbia a atteint la quatrième place dans le classement américain Hot Latin Tracks et dans le classement américain Regional Mexican Songs. Le 2 décembre 1995, El toro relajo a fait ses débuts et a atteint la vingt-quatrième place du classement américain Hot Latin Tracks. 'I'm getting used to you, le deuxième single commercialisé et le sixième en tout, est sorti le 2 mars 1996. Il a débuté et atteint la septième place du classement Billboard Bubbling Under Hot 100 Singles des États-Unis et la première place du classement Billboard Dance/Electronic Singles Sales. Il a ensuite atteint la 23e place du classement Billboard Adult Contemporary Tracks pour la semaine se terminant le 8 juin 1996. Le sondage des critiques du Billboard a classé la version remixée de la chanson parmi les dix meilleurs singles de 1996.
I could fall in love, Dreaming of you et I'm getting used to you ont eu moins de succès commercial en dehors des États-Unis et du Canada. I could fall in love a atteint la première place du classement RPM des chansons contemporaines pour adultes au cours de la semaine se terminant le 6 novembre 1995. Il a atteint la cinquième place du classement RPM Top 100 Singles. C'est le seul single de Selena à figurer dans le New Zealand Singles Chart, où il a atteint la dixième place. En 1996, Dreaming of you s'est mieux comporté au Canada dans les classements RPM Adult Contemporary et Top 100 Singles, atteignant respectivement les numéros sept et trente,. I'm getting used to you a débuté au numéro quatre-vingt-seize du palmarès RPM Top 100 Singles la semaine se terminant le 10 juin 1996, et est devenu le troisième single de Selena à figurer au palmarès au Canada. Après cinq semaines au palmarès, le titre a atteint le numéro 65. La chanson a quitté le palmarès des 100 meilleurs singles après y avoir passé neuf semaines

## Accueil
La majorité des critiques contemporaines ont été positives. Stephen Thomas Erlewine d'AllMusic a déclaré que Dreaming of you était le premier enregistrement de Selena à avoir été entendu par la population générale des États-Unis, car sa mort a attiré les auditeurs américains vers son album. Cette affirmation a été reprise par Alisa Valdes du Boston Globe. Erlewine a déclaré qu'Amor prohibido est « une sortie plus cohérente » et que Dreaming of you n'était pas le meilleur travail de la chanteuse, et il l'a qualifié d'effort d'introduction. Selon Erlewine, les titres en anglais de l'album « ne sont pas différents de ses chansons en espagnol » ; il a également déclaré que l'album « aurait été plus fort » si la chanteuse avait vécu. Il a terminé sa critique en qualifiant l'album de « témoignage puissant et touchant de ses talents ». John Lannert du magazine Billboard a qualifié le succès commercial de l'album de « loin d'être un coup de chance ». Ed Morales, collaborateur du magazine Vibe, a décrit l'album comme un condensé de ses chansons influencées par la cumbia, son « excellence » tex-mex, et un « aperçu poignant » du chemin qu'aurait pu prendre la carrière musicale de la chanteuse si elle avait vécu. Dans le magazine Time, David Browne a déclaré que la sortie de l'album était « l'un des albums posthumes les plus rapides jamais réalisés ». Il a déclaré que les producteurs qui ont travaillé avec Selena sur l'album avaient décidé de l'associer à des enregistrements qui lui rappelaient des versions plus légères de Paula Abdul et les a qualifiés de « sentiments de carte de vœux ». Il a reconnu la dernière moitié de Dreaming of you comme « la vraie Selena débridée », la qualifiant de « ballades traditionnelles ou de fantaisies tropicales, Selena évoquant la luxure et la passion » ; illustrant le fait que ces qualités que l'on retrouve dans ses chansons en anglais sont absentes de celles en espagnol.
Dans le Chicago Tribune, Achy Obejas a qualifié l'enregistrement d'œuvre fragmentaire et a déclaré qu'il s'agissait « du passé de Selena et de ce qui aurait pu être ». Obejas a qualifié le disque de « plein de promesses et de défauts », et a déclaré que sa nature bilingue intentionnelle était le résultat de « la nécessité plutôt que de la conception ». Elle a également déclaré que l'album est un mix de crossover latino, citant le travail grand public antérieur de Gloria Estefan comme le crossover latino primitif ; bien que Selena « n'ait pas pu passer à l'étape suivante » comme Estefan. Objeas a également écrit que l'album est à l'opposé d'un « chef-d'œuvre, ou définitif, ou même un testament des talents de Selena », mais est plus un « smorgasbord ». Objeas a fait l'éloge de « l'aisance totale de Selena sur les airs de R&B » et a trouvé qu'elle « devenait funky et assez soul ». Enrique Lopetegui, du Los Angeles Times, a déclaré que Dreaming of you était « l'album le plus électrique et le plus satisfaisant » de Selena, et qu'il s'agissait d'une « épitaphe » pour elle. Lopetegui a qualifié les chansons de l'album de « chansons pop conviviales » mais a déclaré que l'album « manque de cohésion » et qu'il trouve l'album bilingue « encore plus intéressant que l'idée originale ». Selon Lopetegui, Selena « s'épanouit en une chanteuse de soul à part entière, avec une agressivité rarement montrée auparavant » sur ses titres en anglais mais trouve les rancheras Tú sólo tú et El toro relajo les « plus impressionnantes » et dit que Selena était inexpérimentée dans ce style. Christopher John Farley du magazine Time a déclaré que l'album a élevé la musique de Selena « à un public beaucoup plus large que celui qu'elle a jamais eu de son vivant ». Il a déclaré que l'album intègre son « travail le plus fin et le plus agréable » et l'a qualifié d'« accomplissement louable mais douloureux ». Comparant ses chansons tejano et anglaises, Farley a écrit que les enregistrements tejano de Selena étaient parfois maladroits, alors que ses chansons pop anglaises étaient « douces, pures et claires, et sur les numéros mariachis, Selena montre une voix qui est sexy, forte et qui mûrit avec grâce ».
Dans le New York Daily News, Mary Talbot a déclaré que l'écoute de Dreaming of you s'apparentait « à l'examen de l'album d'une femme décédée » et a qualifié cet album de « gribouillis et d'instantanés disparates, certains artistiques, d'autres légers, tous empreints de nostalgie ». Selon Talbot, l'album présente « le passé de Selena et esquisse ce qui aurait pu être son avenir », et en raison de la mort de la chanteuse, l'histoire est incomplète. Elle a qualifié les chansons en anglais de « chansons pop solides et génériques » qui seraient appréciées par ses fans de tejano « mais elles ne sont pas assez nombreuses pour prouver sa force ou son étendue en tant qu'artiste anglophone ». Talbot a déclaré que Selena était habile à entrecroiser « la musique traditionnelle mexicaine avec une sensibilité pop américaine contemporaine, et cette habileté n'apparaît pas dans ces chansons ». Vers la fin de sa critique, Talbot a déclaré que l'album est « la pop effervescente de sa génération ». Mario Tarradell du Dallas Morning News a déclaré que l'album « ne tient pas ses promesses », écrivant que Selena a été « remaniée pour ressembler à l'une des nombreuses chanteuses génériques de la radio pop » et que ses enregistrements en anglais n'ont pas « la personnalité pétillante et effervescente, le charme de la chica del barrio » que l'on retrouve dans ses chansons tejano. Tarradell a déclaré que les chansons anglaises étaient « des imitations tièdes d'Amy Grant et d'Abdul ». Peter Watrous du New York Times a qualifié Dreaming of you de « collection de restes » et a déclaré que les chansons en espagnol « sonnent mieux » que celles en anglais de Selena. Watrous a déclaré que les producteurs n'ont pas amélioré les chansons en anglais de Selena et qu'ils ont tout donné. Il a également écrit que « la musique est un commerce sans visage » mais que Selena les a enregistrés « si bien sur l'album » que cela suggère « qu'elle a de bonnes chances de succès, travaillant des ballades luxuriantes dans un style pop anonyme que Disney a maîtrisé ». Roger Catlin, contributeur à la musique rock du Hartford Courant, a décrit l'labum comme « un ensemble qui laisse entrevoir le talent global et l'immense potentiel de la jeune star ». Catlin a déclaré que ses œuvres en anglais manquaient « d'héroïsme technique qui a défini [Selena] dans les années 90 », mais que la chanteuse « est naturellement assurée » dans ses offres en espagnol. Il a déclaré que Selena était « discrète » et que le matériel semblait ainsi parce qu'elle n'avait enregistré que quatre titres en anglais avant sa mort.
Dreaming of you a été classé au neuvième rang des « 10 meilleurs albums posthumes » par le magazine Time en 2010. Il a été désigné comme le troisième meilleur album posthume de tous les temps par Black Entertainment Television (BET), qui a qualifié  l'enregistrement de « témoignage déchirant d'un jeune talent au bord de la superstar ». Le magazine Vibe l'a classé comme le deuxième meilleur album posthume et l'a décrit comme une « vue d'ensemble ». Il a remporté le prix de l'album de l'année aux Tejano Music Awards de 1996. Aux prix Billboard de musique latine de 1996, l'album a remporté le prix de l'album pop féminin de l'année,.

## Sortie et ventes
La date de sortie de Dreaming of you aux États-Unis a été confirmée le 10 juin 1995 pour le 18 juillet de la même année. La sortie de l'album dans les pays européens et asiatiques a été retardée car EMI Records craignait que le meurtre de Selena — plutôt que sa musique — ne devienne le point central de l'enregistrement. Adam Sexton, vice-président d'EMI Records, a annoncé le 5 août 1995 que l'album sortirait en Allemagne le 14 août et dans le reste de l'Europe en septembre. La sortie de l'album en Asie est prévue pour octobre. Les fans ont commencé à faire la queue pour l'acheter quelques heures avant l'ouverture des magasins ; en vingt-quatre heures, 75% de tous les exemplaires disponibles de l'album étaient vendus. Bien que les prévisions initiales aient estimé les premières ventes à 400 000 exemplaires,, l'album s'est vendu à 331 000 unités la première semaine et a débuté en tête du Billboard 200 américain, devenant ainsi le premier et le seul album à prédominance hispanophone à le faire,,. Il s'agit des deuxièmes meilleures ventes pour un album de 1995, derrière HIStory de Michael Jackson, et en première semaine pour une femme musicienne, derrière janet de Janet Jackson (1993) depuis que Nielsen SoundScan a commencé à surveiller les ventes d'albums en 1991. Dreaming of you a délogé Cracked Rear View de Hootie & the Blowfish de la première place du Billboard 200. L'enregistrement a débuté au sommet du Billboard Top Latin Albums et du Billboard Latin Pop Albums des États-Unis, dépassant respectivement l'album Amor prohibido de Selena (1994) et l'album Best of' des Gipsy Kings.
Au cours de sa deuxième semaine, Dreaming of you est tombé à la troisième place du classement Billboard 200, et y est resté pendant deux semaines consécutives. Les ventes ont continué à diminuer, tombant à la sixième place lors de sa quatrième semaine. Au cours de sa cinquième semaine, il est tombé à la huitième place. À partir de la sixième semaine, l'album est resté dans le top 20 du Billboard 200. Au cours de la semaine se terminant le 28 octobre 1995, les ventes ont augmenté de 18 % après une baisse qui avait duré dix-huit semaines. Cette hausse a été atrribuée au procès du meurtre de la chanteuse, très médiatisé. L'album est resté dans le Billboard 200 pendant quarante-quatre semaines consécutives, quittant le classement à la 181e place la semaine se terminant le 1er juin 1996. Lannert avait prédit que Dreaming of you resterait en tête des classements de musique latine jusqu'au prochain album posthume de Selena. Il est resté numéro un pendant quarante-deux semaines consécutives jusqu'à ce qu'Enrique Iglesias le détrône avec son album éponyme (en) la semaine se terminant le 25 mai 1996. L'album posthume de Selena est devenu l'album latin et pop latin le plus vendu en 1995 et 1996,.
L'enregistrement a terminé à la quarante-quatrième place du Billboard 200 de 1995 et à la 123e place en 1996,. Deux ans après le meurtre de Selena, Dreaming of you et Siempre Selena (1996) ont occupé respectivement les troisième et quatrième places du classement Billboard Top Latin Albums.  Dreaming of you s'est vendu à 420 500 exemplaires entre 1997 et 1999, et à 190 000 unités pour la seule année 1997. Le biopic Selena (1997) a contribué à une augmentation de 65% des ventes pour cette année-là. L'album s'est vendu à un demi-million d'exemplaires au Texas. Certains détaillants texans ont critiqué les chiffres de vente pour l'État parce que l'album s'était mal vendu dans leurs magasins de musique. En décembre 1995, il s'était vendu à deux millions d'exemplaires aux États-Unis et a été certifié double platine par la Recording Industry Association of America (RIAA). Dix mois après sa sortie, l'album s'approchait du statut de triple platine ; il a finalement été certifié 59× platine par la RIAA, ce qui correspond à 3,54 millions d'unités équivalentes à des albums vendus. En octobre 2017, c'était l'album latin le plus vendu de tous les temps aux États-Unis avec des ventes de trois millions d'unités selon Nielsen SoundScan,. Il s'était vendu à plus de cinq millions d'exemplaires dans le monde entier en janvier 2015,. Un pourcentage des recettes des ventes de l'album a été reversé au Selena Scholarship Fund,.
Au Canada, Dreaming of you a débuté au numéro 59 du palmarès RPM Top 100 Albums pour la semaine du 4 septembre 1995. Au cours de sa deuxième semaine, il s'est hissé au numéro 50. Au cours de sa neuvième semaine, l'album a atteint la dix-septième place, la semaine du 30 octobre 1995. Après avoir passé vingt-neuf semaines au palmarès, ol a passé sa dernière semaine au numéro 97, la semaine du 25 mars 1996. L'album a été certifié or par Music Canada, ce qui signifie que 50 000 unités ont été vendues dans ce seul pays. Au cours de la première semaine de sortie de Dreaming of you dans les magasins de musique du Mexique, EMI en a expédié 140 000 unités et a reçu des commandes de Monterrey, Guadalajara et Tijuana.

## Impact culturel
Dreaming of you s'est vendu à 175 000 exemplaires le premier jour de sa sortie aux États-Unis — un record à l'époque pour une chanteuse,. L'album a également enregistré les ventes les plus élevées le jour de sa sortie pour un album en langue espagnole ayant débuté dans le classement des meilleurs albums latins du Billboard. Selon José Behar, les chiffres de vente fournis par Nielsen SoundScan ne tenaient pas compte des ventes dans les petits magasins spécialisés dans la musique latine, où il a obtenu de bons résultats,. Les ventes de l'album ont permis à Selena de devenir la troisième artiste solo à placer un album posthume à la première place du Billboard 200 américain, après Janis Joplin et Jim Croce. Il est devenu le premier et le seul enregistrement en langue espagnole et tejano à entrer à la première place du Billboard 200 américain, et la première sortie EMI Latin à le faire.
Selon John Lannert du magazine Billboard, Dreaming of you figure parmi les dix meilleures ventes de début de carrière pour un musicien, la meilleure vente de début de carrière pour une femme, et selon Thom Duffy, également du magazine Billboard, c'est l'album le plus rapidement vendu aux États-Unis en 1995. Il a permis à Selena de devenir le groupe féminin qui s'est vendu le plus rapidement dans l'histoire de la musique enregistrée, et a depuis été classé parmi les meilleurs et les plus importants enregistrements produits pendant l'ère du rock and roll,. Il a rejoint simultanément cinq des albums studio de Selena dans le classement Billboard 200, faisant de Selena la première artiste féminine de l'histoire du Billboard à accomplir cet exploit. L'album a été inclus dans la liste de Michael Heatley intitulée Where were you when the music played ? : 120 unforgettable moments in music history (2008). Le musicologue Howard J. Blumenthal a déclaré que cet album « aurait fait de [Selena] une grande star du rock », et l'a inclus dans son livre de 1997 intitulé The world music CD listener's guide.
Le magazine Billboard a déclaré que Dreaming of you a été acheté principalement par des Latinos aux États-Unis, ce qui démontre le pouvoir d'achat des consommateurs de musique hispaniques. On pense que l'album a « ouvert les yeux » des détaillants qui n'avaient jamais stocké de musique latine ; ses ventes ont largement dépassé les attentes des propriétaires de magasins de musique américains blancs. Les ventes des précédents albums de Selena et de Dreaming of you ont incité Best Buy et d'autres détaillants à embaucher des spécialistes de la musique latine. En quelques semaines, on a prédit que l'album dépasserait 1100 Bel Air Place (1984) de Julio Iglesias, en tant qu'album latin de langue anglaise le plus vendu. EMI Records a annoncé dans le numéro du 2 décembre 1995 du magazine Billboard qu'en tant que disque le plus vendu d'EMI en Amérique du Nord, l'album leur a permis d'obtenir les meilleures ventes pour un label de musique au cours du premier semestre de 1995. Avec Dreaming of you, qui a atteint la première place, la musique tejano est entrée sur le marché grand public,. Les critiques musicaux ont déclaré que la population générale des États-Unis n'aurait pas connu la musique tejano ou latine sans cet album,,. Après sa sortie, et en raison de la mort de Selena, la popularité de la musique tejano a diminué, car la pop latine a commencé à dominer la diffusion radiophonique et les ventes commerciales aux États-Unis,. En mars 2015, le Chicano Humanities & Arts Council de Denver, dans le Colorado, a présenté une exposition intitulée Dreaming of You : The Selena Art Show, qui mettait en avant des œuvres d'artistes chicanos qui rendaient hommage à la chanteuse.

## Certifications
| Pays / Région      | Certification | Ventes    |
| ------------------ | ------------- | --------- |
| États-Unis (Latin) | 35 × Platine  | 3,500,000 |
| Canada             | Or            | 50,000    |

### Ventes
| Pays       | Ventes    |
| ---------- | --------- |
| États-Unis | 1,620,800 |

### Hitparades
| Année | Graphiques                 | Meilleur classement | Références |
| ----- | -------------------------- | ------------------- | ---------- |
| 1995  | Billboard 200              | 1                   | [ 163 ]    |
| 1995  | Billboard Latin Albums     | 1                   | [ 164 ]    |
| 1995  | Billboard Latin Pop Albums | 1                   | [ 164 ]    |

## Pistes
| Édition standard | Édition standard                                                       | Édition standard                          | Édition standard                        | Édition standard | Édition standard | Édition standard | Édition standard | Édition standard | Édition standard |
| No               | Titre                                                                  | Auteur                                    | Producteur                              | Durée            |                  |                  |                  |                  |                  |
| ---------------- | ---------------------------------------------------------------------- | ----------------------------------------- | --------------------------------------- | ---------------- | ---------------- | ---------------- | ---------------- | ---------------- | ---------------- |
| 1.               | I could fall in love (en)                                              | Keith Thomas                              | Keith Thomas                            | 4:42             |                  |                  |                  |                  |                  |
| 2.               | Captive heart (en)                                                     | Mark Goldenberg, Kit Hain                 | Guy Roche                               | 4:24             |                  |                  |                  |                  |                  |
| 3.               | I'm getting used to you (en)                                           | Diane Warren                              | Rhett Lawrence                          | 4:03             |                  |                  |                  |                  |                  |
| 4.               | God's child (Baila conmigo) (duo avec David Byrne)                     | David Byrne, Selena                       | David Byrne, Arto Lindsay, Susan Rogers | 4:16             |                  |                  |                  |                  |                  |
| 5.               | Dreaming of you (en)                                                   | Franne Golde, Tom Snow                    | Guy Roche                               | 5:15             |                  |                  |                  |                  |                  |
| 6.               | Missing my baby (en) (duo avec Full Force)                             | A. B. Quintanilla                         | A. B. Quintanilla                       | 4:13             |                  |                  |                  |                  |                  |
| 7.               | Amor Prohibido (en)                                                    | Selena, A. B. Quintanilla, Pete Astudillo | A. B. Quintanilla                       | 2:56             |                  |                  |                  |                  |                  |
| 8.               | Wherever you are (Donde quiera que estés) (en) (duo avec Barrio Boyzz) | KC Porter, Miguel Flores, Desmond Child   | KC Porter                               | 4:29             |                  |                  |                  |                  |                  |
| 9.               | Techno cumbia (en) (remix)                                             | Pete Astudillo                            | A. B. Quintanilla                       | 4:45             |                  |                  |                  |                  |                  |
| 10.              | El toro relajo (en)                                                    | Felipe Bermejo                            | José Hernández                          | 2:20             |                  |                  |                  |                  |                  |
| 11.              | Como la flor (remix)                                                   | Selena, A. B. Quintanilla, Pete Astudillo | A. B. Quintanilla                       | 3:05             |                  |                  |                  |                  |                  |
| 12.              | Tú, sólo tú (en)                                                       | Felipe Valdés Leal                        | José Hernández                          | 3:13             |                  |                  |                  |                  |                  |
| 13.              | Bidi bidi bom bom (en) (remix)                                         | Selena, Pete Astudillo                    | A. B. Quintanilla                       | 3:42             |                  |                  |                  |                  |                  |
| 51:23            |                                                                        |                                           |                                         |                  |                  |                  |                  |                  |                  |

| Édition japonaise | Édition japonaise | Édition japonaise                                                                                            | Édition japonaise | Édition japonaise | Édition japonaise | Édition japonaise | Édition japonaise | Édition japonaise | Édition japonaise |
| No                | Titre             | Auteur | Producteur        | Durée             |                   |                   |                   |                   |                   |
| ----------------- | ----------------- | --- | ----------------- | ----------------- | ----------------- | ----------------- | ----------------- | ----------------- | ----------------- |
| 14.               | Sukiyaki          | Rokusuke Ei, Hachidai Nakamura, Janice Marie-Johnson, A. B. Quintanilla, Abraham Quintanilla, Pete Astudillo | A. B. Quintanilla | 3:11              |                   |                   |                   |                   |                   |
| 54:34             |                   | |                   |                   |                   |                   |                   |                   |                   |

| Édition 2002 | Édition 2002                                                         | Édition 2002 | Édition 2002 | Édition 2002 | Édition 2002 | Édition 2002 | Édition 2002 | Édition 2002 | Édition 2002 |
| No           | Titre                                                                | Auteur       | Producteur   | Durée        |              |              |              |              |              |
| ------------ | -------------------------------------------------------------------- | ------------ | ------------ | ------------ | ------------ | ------------ | ------------ | ------------ | ------------ |
| 14.          | Commentaires parlés (par le groupe Selena y Los Dinos et la famille) |              |              | 17:34        |              |              |              |              |              |
| 15.          | Dreaming of you (vidéo musicale)                                     |              |              | 5:24         |              |              |              |              |              |
| 74:21        |                                                                      |              |              |              |              |              |              |              |              |